# Jacek Majchrowski
Jacek Maria Majchrowski, né le 13 janvier 1947 à Sosnowiec, est un juriste polonais, historien du droit et des idées politiques, professeur agrégé de droit à l'université Jagellonne, maire de la ville de Cracovie depuis le 19 novembre 2002 (réélu en 2006, 2010, 2014, 2018 et 2024).
Il est le seul à avoir été élu par les habitants six fois de suite.

## Biographie
Diplômé en droit de l'université Jagellonne en 1970, il obtient son doctorat en 1974, et en 1988, à l'âge de 41 ans, le titre de professeur agrégé de droit (profesor nadzwyczajny nauk prawnych), le plus jeune de l'histoire de l'université. De 1987 à 1993, il est doyen de la faculté de droit et d'administration.

### Responsabilités politiques
Membre du POUP depuis ses études (1965), il rend sa carte après la proclamation de l'état de siège en décembre 1981.
Il est voïvode de Cracovie en 1996–1997 et est président (maire) de la Ville depuis 2002 (réélu en 2006, en 2010 et en 2014), avec le soutien de la gauche, pour un troisième mandat en 2010 avec 59,55 % des suffrages exprimés contre 40,45 % pour son adversaire du second tour Stanisław Kracik.
De 2001 à 2011, il est membre du Tribunal d'État (Trybunał Stanu (pl)) de la République de Pologne.
Le 7 décembre 2015, il devient co-président du Conseil des Communes et Régions d'Europe.
En 2019, il devient président de l'Organisation des villes du patrimoine mondial pour un mandat de deux ans.

### Responsabilités et titres universitaires
- Docteur honoris causa de l'Université Montesquieu de Bordeaux en 2006[4]
- Membre du comité des sciences politiques (Komitet Nauk Politycznych) et de la commission des sciences juridique et économiques (Komisji Nauk Prawnych i Ekonomicznych) de l'Académie des sciences polonaise.
- Membre de l'Associazione degli Storici Europei.

## Publications
Sont présentées ici les publications scientifiques, consacrées à l'histoire des idées politiques en Pologne au XXe siècle, notamment dans les mouvements catholiques et de droite sous la Seconde République polonaise (1918-1939), à l'exclusion des ouvrages politiques ou des polycopiés destinés à ses étudiants :
- Geneza politycznych ugrupowań katolickich: Stronnictwo Pracy, grupa "Dziś i Jutro" (1984)
- Silni - zwarci - gotowi: Myśl polityczna Obozu Zjednoczenia Narodowego (1985)
- Szkice z historii polskiej prawicy politycznej lat Drugiej Rzeczypospolitej (1986)
- Ugrupowania monarchistyczne w latach Drugiej Rzeczypospolitej (Les Groupes monarchistes sous la Seconde République polonaise) (1988)
- Ulubieniec Cezara: Bolesław Wieniawa-Długoszowski: Zarys biografii (1990)
- Polska myśl polityczna XIX i XX wieku. Cz. 1, U źródeł nacjonalizmu: Myśl wszechpolska (1990)
- Polska myśl polityczna XIX i XX wieku. Cz. 3, Nacjonalizm: Myśl "potomstwa obozowego" (1993)
- Pierwszy ułan drugiej Rzeczypospolitej: O generale Wieniawie-Długoszowskim (1993)
- Polska myśl polityczna 1918-1939: Nacjonalizm (La Pensée politique polonaise 1918-1939 : le nationalisme) (2000)
- Pierwsza Kompania Kadrowa: Portret oddziału (2002, 2004)